# Susan Gordon
Susan Gordon (27 de julio de 1949 — 11 de diciembre de 2011) fue una actriz infantil de estadounidense, conocida por su trabajo cinematográfico y televisivo en series televisivas como The Twilight Zone, My Three Sons y The Donna Reed Show.

## Biografía

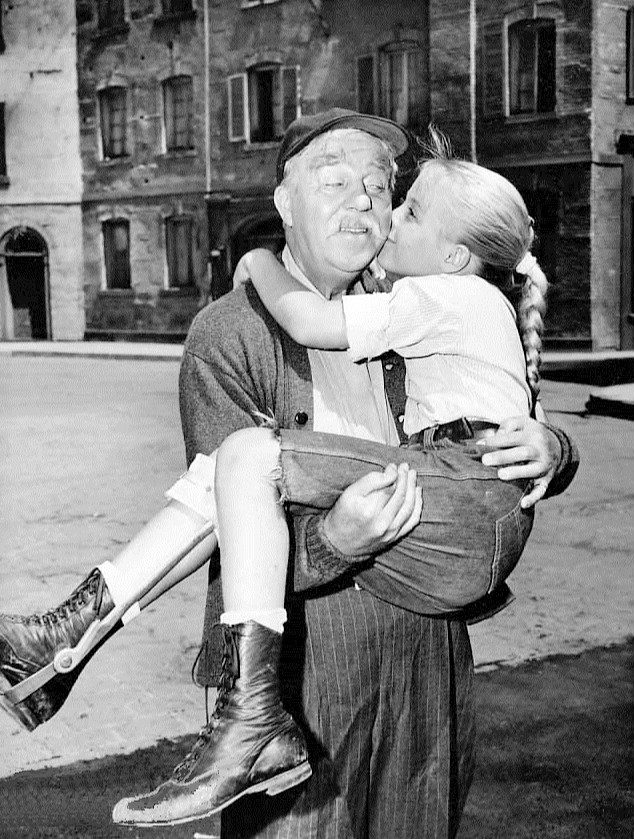
J. Pat O'Malley y Susan Gordon en "The Fugitive", episodio de 1962 de The Twilight Zone.

Su nombre completo era Susan Lynn Gordon, y nació en Saint Paul, Minnesota, siendo sus padres Flora Lang y el director cinematográfico Bert I. Gordon. Susan inició su carrera a los 8 años de edad, sustituyendo en el último momento a otra joven actriz en el film de 1958 Attack of the Puppet People, realizado por su padre, que posteriormente la dirigió en otras tres cintas, The Boy and the Pirates, Tormented (ambas en 1960), y Picture Mommy Dead (1966), su última actuación para el cine. En el año 1959 actuó y cantó en el film semibiográfico The Five Pennies, interpretando a la hija del músico Red Nichols, que retrataba Danny Kaye.
Para la televisión, Gordon actuó en el episodio de The Twilight Zone "The Fugitive", con el papel de Jenny. Otras series en las que participó fueron Gunsmoke, Alfred Hitchcock presenta, My Three Sons, The Danny Thomas Show, Ruta 66, Ben Casey, y The Donna Reed Show. El 27 de noviembre de 1959 Gordon actuó en la emisión en director producida por la NBC de Miracle on 34th Street.
Gordon residía en Teaneck, Nueva Jersey, donde se había asentado y casado con Avi Aviner, anterior líder comunal judío de Tokio, con el cual tuvo seis hijos. La actriz falleció el 11 de diciembre de 2011, a causa de un cáncer tiroideo, en Teaneck, siendo enterrada en Kedumim, Israel.

## Filmografía (selección)
- 1958 : Attack of the Puppet People
- 1959 : The Five Pennies
- 1959 : The Man in the Net
- 1960 : Tormented
- 1960 : The Boy and the Pirates
- 1961 : Gunsmoke (serie TV)
- 1962 : My Three Sons (serie TV)
- 1962 : 77 Sunset Strip (serie TV)
- 1962 : The Twilight Zone (serie TV)
- 1963 : Alfred Hitchcock presenta (serie TV)
- 1966 : Picture Mommy Dead